# Strada europea E313
La strada europea E313  è una strada di classe B, lunga 112 km, il cui percorso si trova completamente in territorio belga e dalla designazione con l'ultimo numero dispari si può evincere che il suo sviluppo è in direzione nord-sud.
Collega la città di Anversa con Liegi e il suo percorso coincide con quello dell'Autostrada A13.